# Bródno (stație de metrou din Varșovia)
Bródno este o stație situată în partea de nord-est a liniei M2 (metroul din Varșovia). Stația a fost deschisă pe 28 septembrie 2022.
Construcția stației a început în 2019, iar deschiderea stației este planificată pentru 2022.